# 神戶市立太閣之湯殿館
34°47′44.4″N 135°14′54.5″E / 34.795667°N 135.248472°E

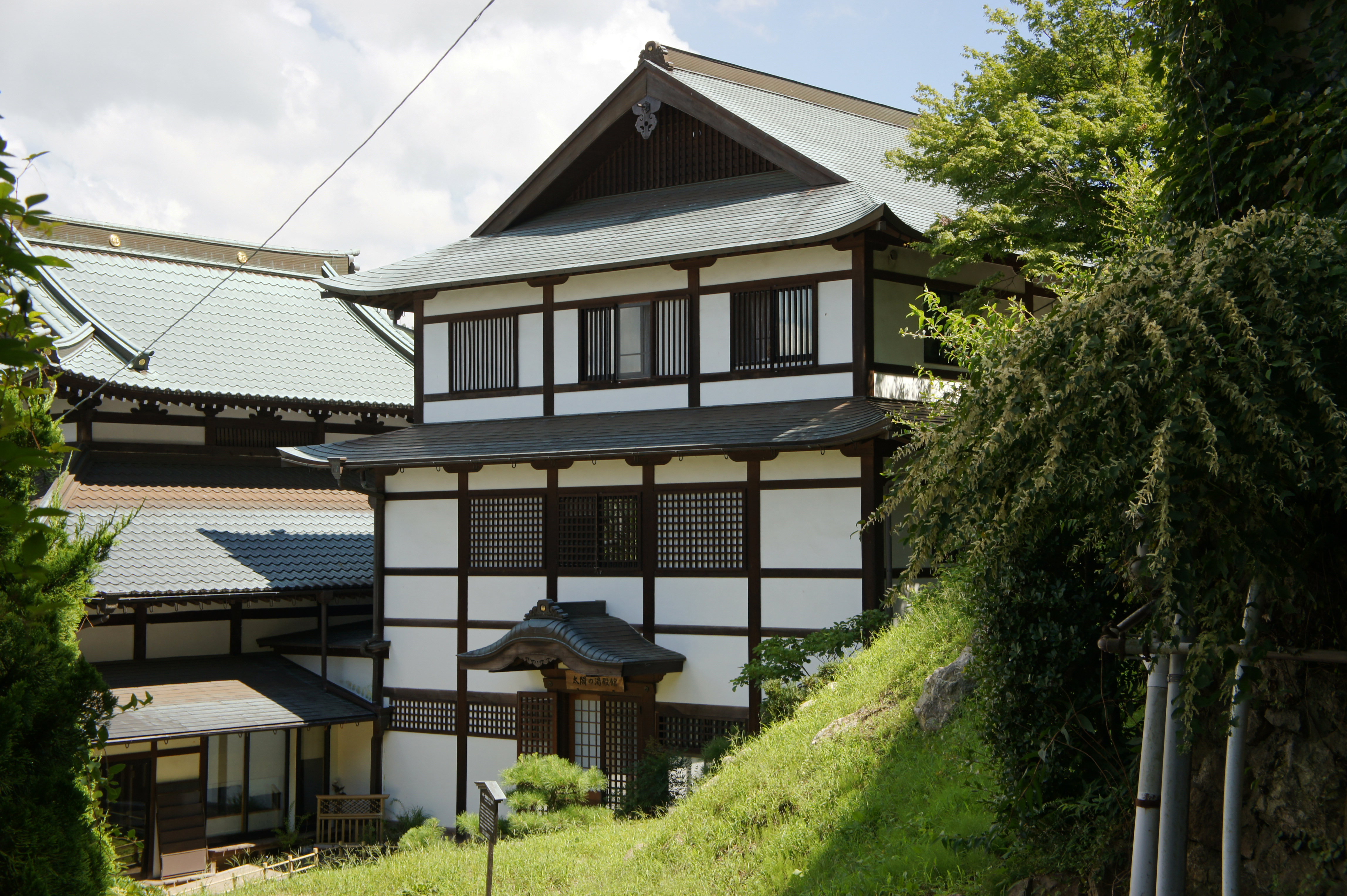
神戶市立太閣之湯殿館外觀，左側建築為溫泉寺本堂

神戶市立太閣之湯殿館是位於日本兵庫縣神戶市北區有馬溫泉區極樂寺內的博物館。
1995年阪神大地震造成極樂寺部分建築損壞後，在其下發現了安土桃山時代的建築遺跡，經確認為豐臣秀吉所興建「湯山御殿」的「湯ぶね庭園」，因而在此地建了此博物館以保存並公開展示此遺跡，博物館於1999年4月開始對外開放。
現在館內展示有蒸風呂、岩風呂、庭園遺跡，及豐臣秀吉與有馬溫泉有關的歷史資料；其中真正的庭園遺跡已被埋回地下一公尺處，現展示的為在原址上方仿原遺跡的重建品。

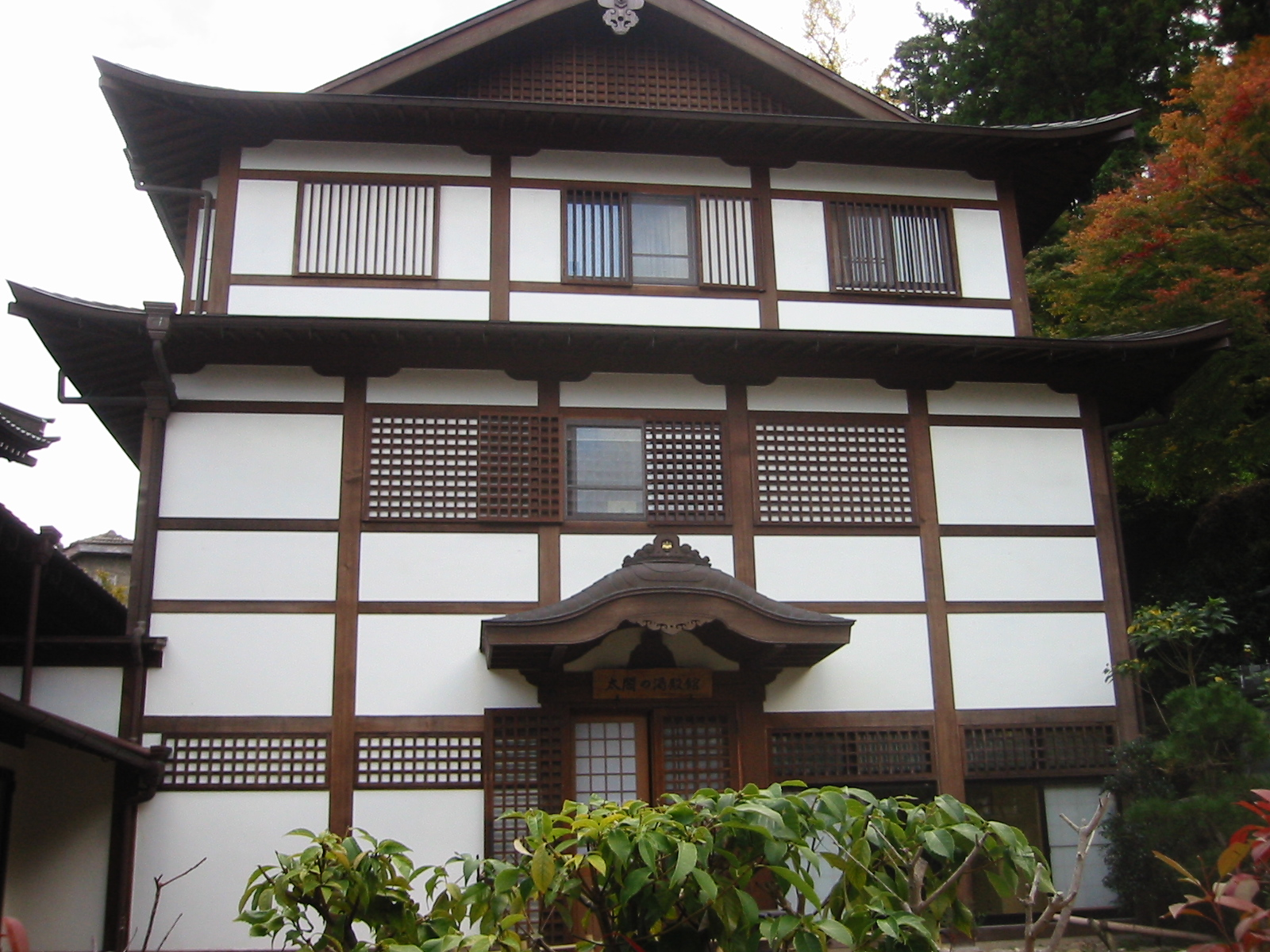
入口處外觀
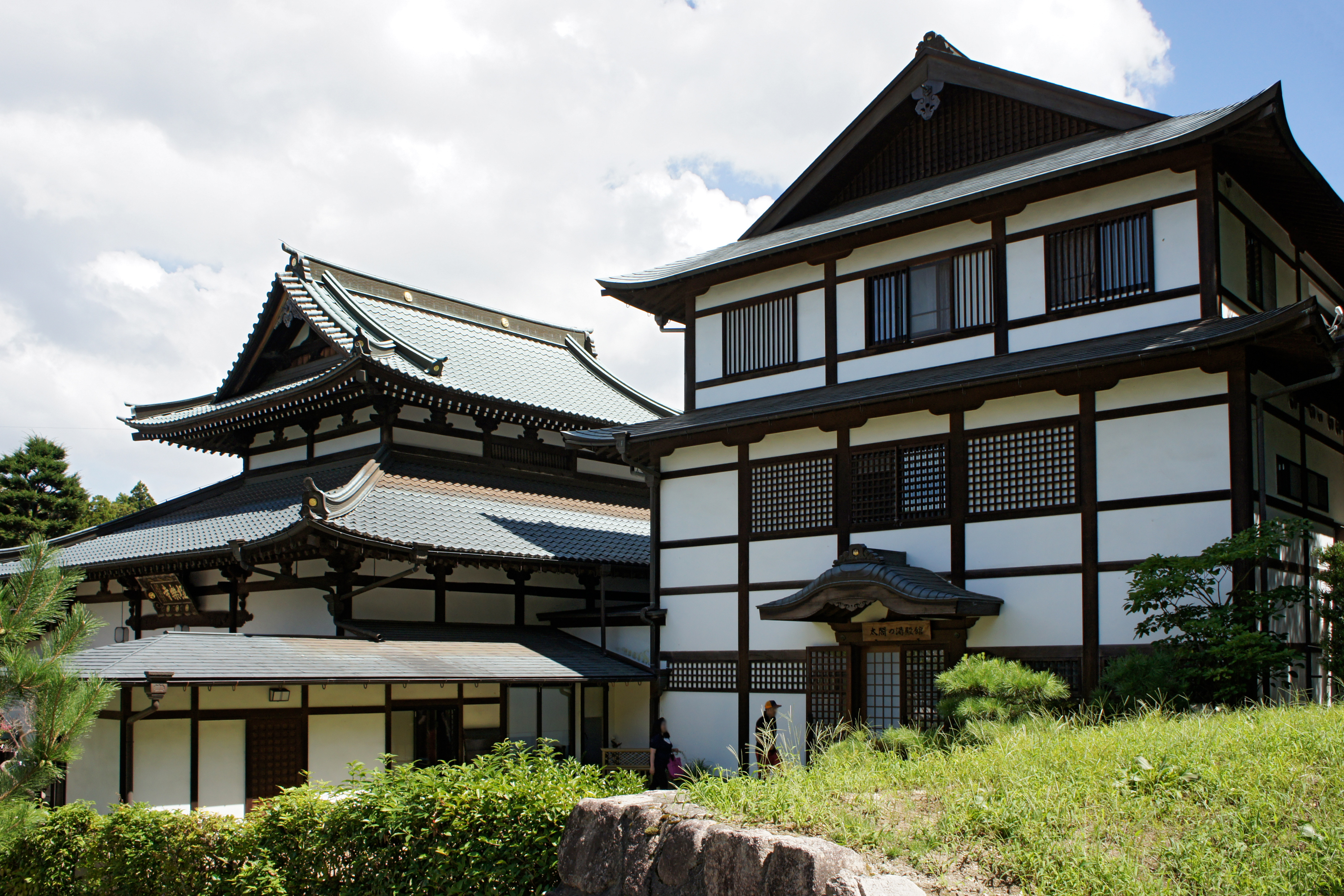
湯殿館及溫泉寺本堂
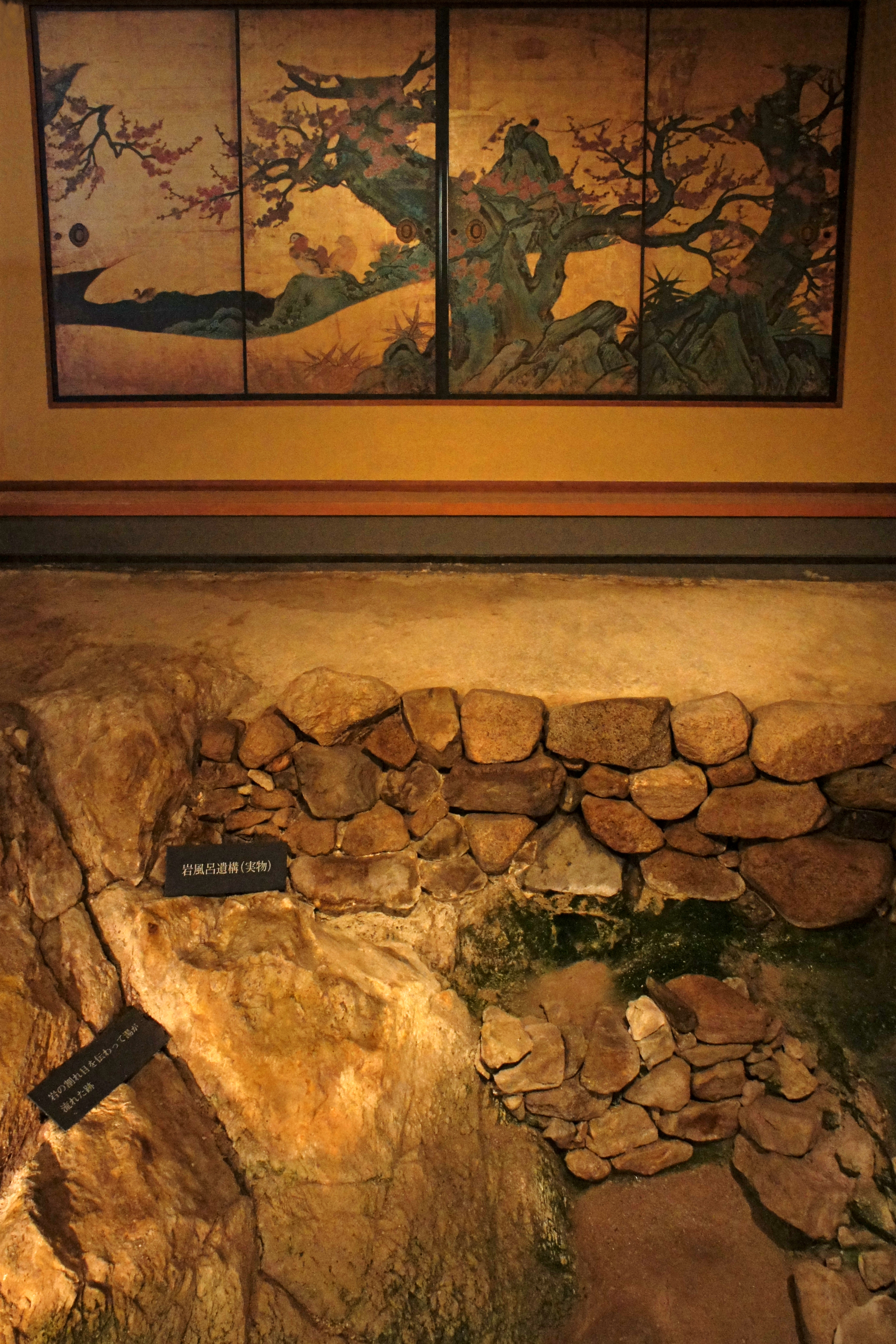
岩風呂遺跡
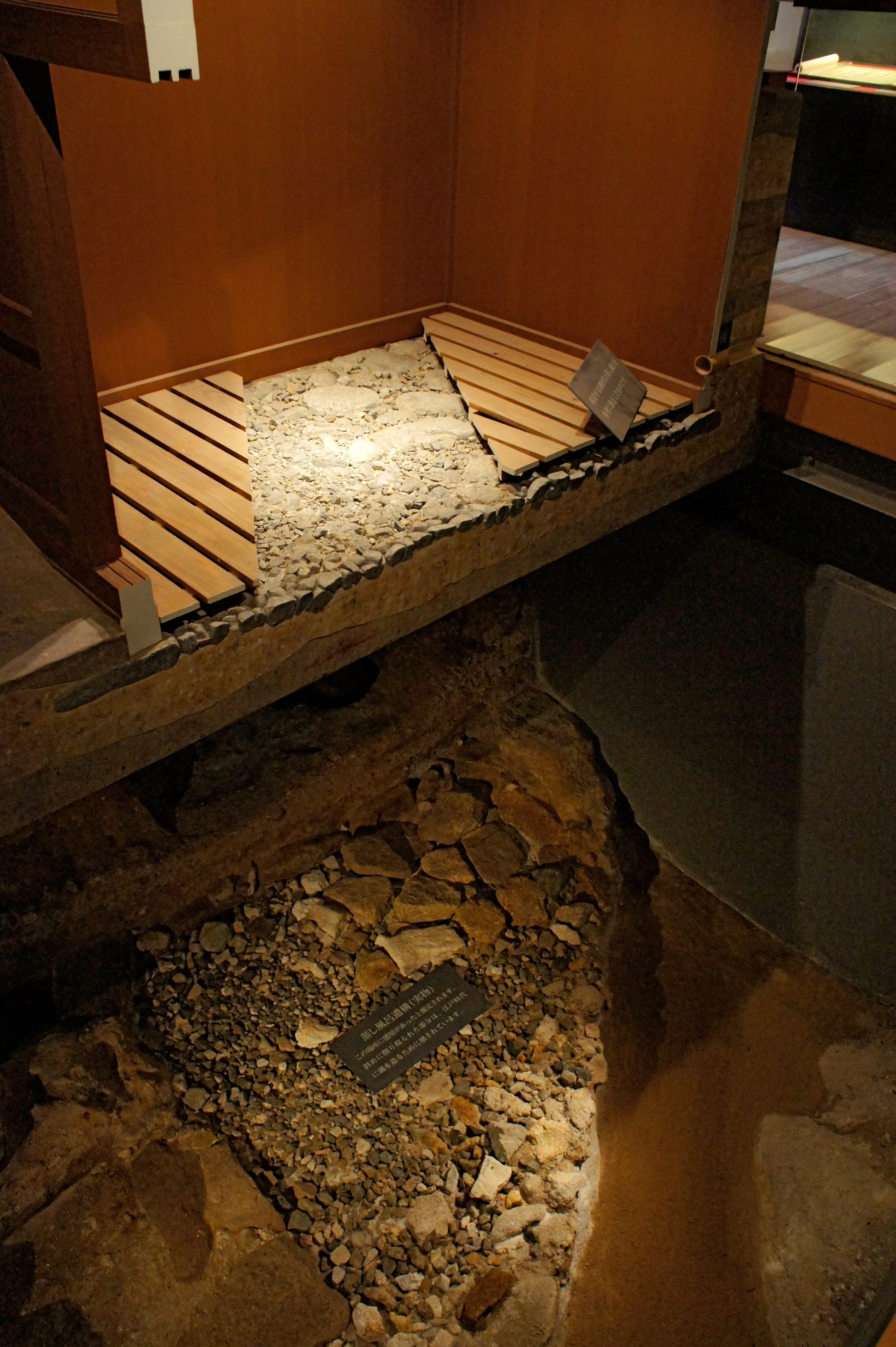
蒸風呂遺跡

## 外部連結
- （日語） 神戶市　有馬溫泉之館 （页面存档备份，存于）　神戶官方觀光網頁
- （繁體中文） 太閣「湯殿館」 神戶官方觀光網頁
- （繁體中文） 神戶市立太閣之湯殿館 （页面存档备份，存于） 有馬溫泉觀光協會